# Krieg von Laleia

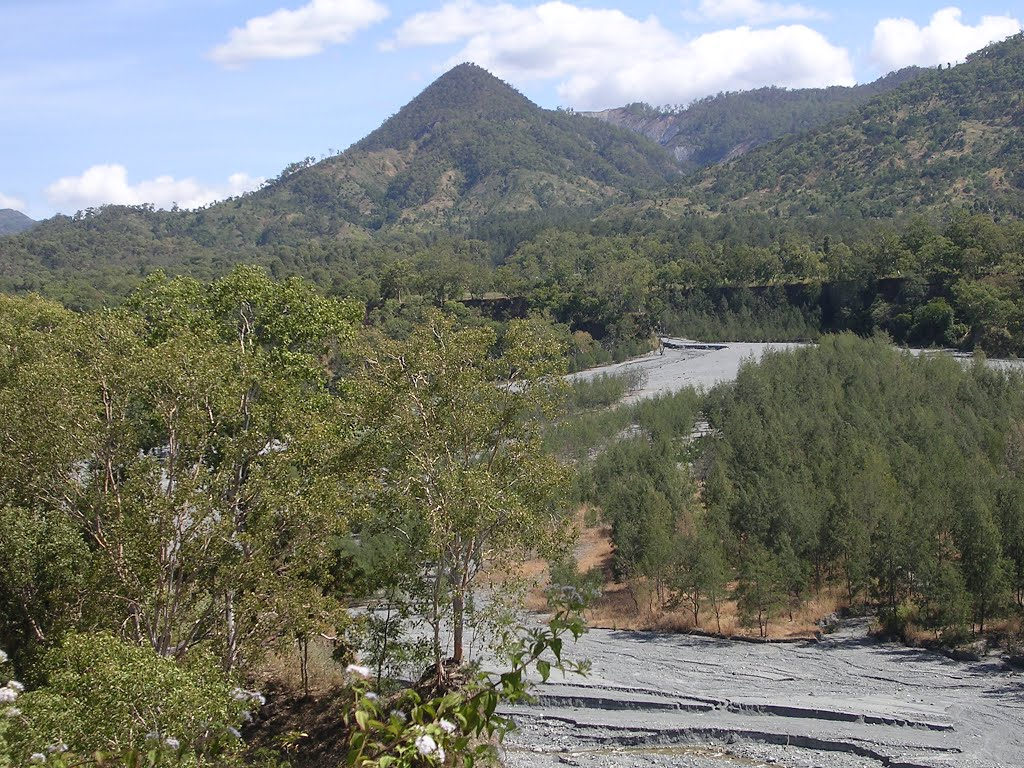
Die Region Laleia in Osttimor (2005)

Der Krieg von Laleia (1878–1880) war ein militärischer Konflikt zwischen dem timoresischen Reich von Laleia und der portugiesischen Kolonialmacht. Seine Folgen führten zu einer politischen Krise zwischen Kolonialverwaltung und der römisch-katholischen Mission in Portugiesisch-Timor. In den Krieg verwickelt war auch der Missionar António Joaquim de Medeiros, der später von 1884 bis 1897 Bischof von Macau wurde.
Dom Manuel Salvador da Costa dos Remédios, der Liurai von Laleia, musste schließlich sich den Portugiesen ergeben, wurde aber vor Gericht vom Vorwurf der Rebellion freigesprochen, während die Missionare beschuldigt wurden, den Konflikt verursacht zu haben. Sie nutzten den Krieg auch dafür, Köpfe von Timoresen für ihre anthropologische Sammlung zu sammeln. Diese Schädel befinden sich noch heute in der Universität Coimbra in Portugal.
Der Krieg fiel in eine Zeit mehrerer Aufstände der Timoresen gegen die portugiesische Vormachtstellung. Portugal erhob seit dem 16. Jahrhundert Ansprüche auf Gebiete auf Timor, die Vasallenschaft der timoresischen Herrscher war meist aber nur nominell und der Einfluss der Kolonialmacht nur gering. Mitte des 19. Jahrhunderts versuchte Portugal seine Macht auszudehnen und auch Steuerabgaben durchzusetzen.

## Der Krieg

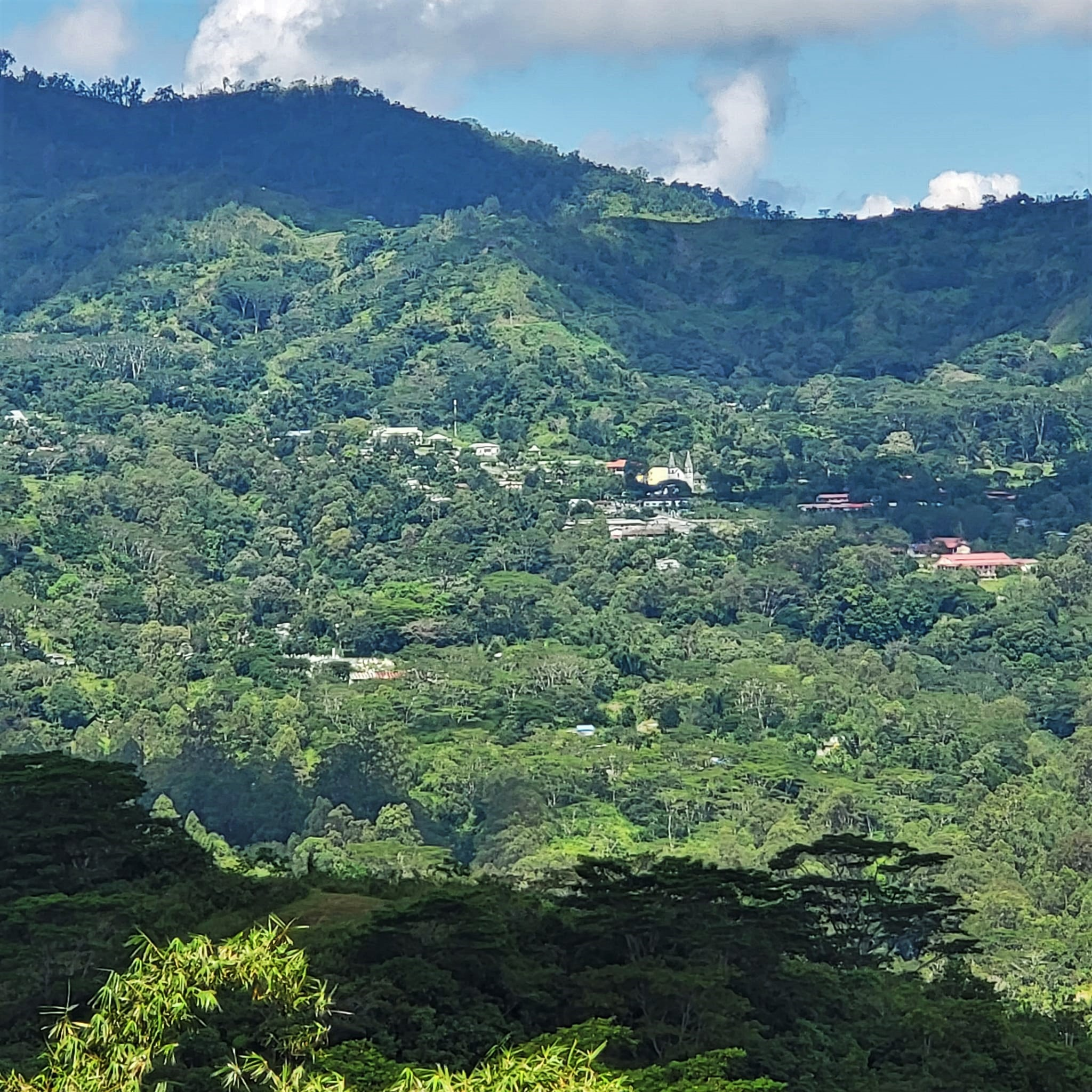
Der Ort Laclubar (2023)

Remédios führte ab 1878 einen Aufstand gegen den portugiesischen Gouverneur Hugo Goodair de Lacerda Castelo Branco (1873–1876, 1878–1880) und die Missionare in Laleia an. Remédios galt unter den portugiesischen Militärs als „intelligenter“ und „gebildeter“ Mann, der die europäischen Umgangsformen kannte. Zudem hatte er noch immer großen Einfluss in seiner Region. Die Meinung der elf katholischen Missionare, die das gewaltsame Vorgehen von Gouverneur Branco unterstützt hatten, stand dem deutlich entgegen. Sie bezeichneten Remédios als „Schläger“, „Aufwiegler“ und „abergläubisch“.
Pater António Joaquim de Medeiros wurde 1874 zum obersten Missionar in Timor (Padre Superior dos Timorenses) ernannt und reiste 1877 mit acht Missionaren (Sieben Portugiesen und einem Chinesen) in die Kolonie. Dort gab es laut einem Bericht von Medeiros zuvor nur vier Priester, drei aus Goa und einen Timoresen, wobei laut Medeiros die Inder alle noch heidnische Bräuche praktizierten und sich nicht durch einen besonderen apostolischen Eifer auszeichneten. Sie wurden von Medeiros umgehend nach Goa zurückgeschickt.
Die neuen Missionare sollten nach den Plänen von Medeiros die lokalen Sprachen studieren, um den Katechismus zu lehren und die Beichte abnehmen zu können und Schulen für die timoresischen Kinder zu eröffnen. Nach ihrer Ausbildung am Seminar von Sernache de Bonjardim (Colégio Real das Missões Ultramarinas) waren die neuen Missionare durchdrungen von patriotisch-imperialistischen Idealen und dem Ehrgeiz, die „dekadente“ Missionierung durch ein aggressives Evangelisierungs- und zivilisatorisches Programm zu reformieren. Barbarei, Aberglaube und Sittenverfall sollten ausgerottet werden. Für sie war Remédios ein Krimineller, Ketzer und Antichrist. Die Feindseligkeiten zwischen dem Liurai und den Priestern reichten bis zum Beginn der Gründung der Mission in Laleia Mitte 1870 zurück, nahmen immer weiter zu und führten schließlich in der kriegerischen Auseinandersetzung.
Unmittelbarer Auslöser des Konflikts war ein Streit zwischen Remédios und seinem untergeordneten Adligen Major Pedro de Gusmão da Costa. Gusmão da Costa beschuldigte andere Adlige drei der suanguice beschuldigte Frauen getötet zu haben, darunter Buino, die zur Familie eines Angestellten der Kolonialverwaltung gehörte. Dieser timoresische Begriff wird in Dokumenten der Kolonialverwaltung oft verwendet, um Hexerei zu bezeichnen. Sie wird spirituellen Wesen, den „suangues“ nachgesagt, die menschliche Gestalt annehmen können, indem sie durch Inkarnation als gewöhnliche Menschen in der Gemeinschaft leben. Infolgedessen verhängte Gouverneur Branco am 17. Mai 1876 eine Geldstrafe von fünfhundert Rupien gegen die Mörder und verurteilte sie zu acht Monaten bis einem Jahr Gefängnis. Außerdem musste Remédios als ihr Liurai eine Geldstrafe von zweihundertfünfzig Rupien zahlen, weil er die Tötungen zugelassen hatte, die nach portugiesischem Recht verboten waren. Remédios verlangte daraufhin von Gusmão da Costa als Strafe eine große Anzahl von Wasserbüffeln. Als Costa sich weigerte, schickte Remédios Krieger, die 79 Büffel erbeuteten. Der Gouverneur forderte daraufhin die Rückgabe der Büffel und vom Liurai nun eine Geldstrafe von 2000 Rupien und sein persönliches Erscheinen am Amtssitz, um die Angelegenheit zu untersuchen.
Allerdings wurde Branco noch im selben Jahr von Joaquim António da Silva Ferrão abgelöst und kehrte nach Lissabon zurück. Ferrão stellte sich nun hinter Liurai Remédios und bestätigte die Strafzahlung in Form der Büffel von Gusmão da Costa als rechtens. Das vorherige Urteil wurde aber wieder in Kraft gesetzt, als Branco 1878 als Gouverneur zurückkehrte (unsicheren Quellen nach war Ferrão auf Timor verstorben). Die erneute Forderung nach Erscheinen des Liurais und Zahlung von 2000 Rupien führten letztendlich zum Krieg. Branco entsandte zunächst eine timoresische Hilfstruppe, dann einen Offizier mit hundert Kriegern, doch beide Mal  desertierten die Einheiten. Selbst der Offizier floh.
Als Nächstes wurde Alferes Candido da Silva, der Militärkommandant von Manatuto, mit einer kleinen Einheit europäischer Soldaten und Moradores entsandt, die Major Pedro de Gusmão da Costa und Dom João Ximenes nach Dili eskortieren sollten. Der Gouverneur hatte Dom João Ximenes, Liurai von Cairui, als Ersatz für Remédios als Liurai von Laleia vorgesehen gehabt. Nun standen sein und das Dorf von Gusmão da Costa unter dem Angriff von Remédios. Auch Dom Domingos de Freitas Soares, Liurai von Vemasse und einer der mächtigsten Herrscher im Osten der Insel, wurde vom Gouverneur aufgefordert, die beiden Flüchtenden auf dem Weg nach Dili zu schützen. Doch als die Gruppe einen Fluss überquerte, griff sie eine große Anzahl von Kriegern an. Dom Domingos und seine Krieger verschwanden sofort und der kleinen portugiesischen Truppe drohte durch die Übermacht nun die Vernichtung. Nachdem die Angreifer aber Pedro de Gusmão da Costa und João Ximenes getötet hatten, zogen sie sich sofort wieder zurück.
Gouverneur Branco erklärte nach der Ermordung der Männer unter seiner Obhut in einem Edikt vom Oktober 1878 nun Remédios als „schuldig der Gräueltaten, Raubüberfälle, Befehlsverweigerung, Macht- und Privilegienmissbrauchs“ und erklärte ihn praktisch als vogelfrei. Danach zog der Gouverneur Truppen aus den mit Portugal verbündeten timoresischen Reichen zusammen. Noch 1878 musste Remédios Laleia verlassen und errichtete sein neues Hauptquartier bei Verbündeten in den Bergen zwischen Laclubar und Tequinaumata, von wo aus er weitere Angriffe koordinierte. Es kam zu Gefechten in Vemasse, Ossuquelli und Bucoli. Die Portugiesen mussten dabei herbe Rückschläge hinnehmen. Erst als der Dampfer D. João I. mit Nachschub und zusätzlichen Soldaten ankam, darunter afrikanische Truppen, mussten die Timoresen unter Remédios sich wieder nach Laclubar zurückziehen. Der Gouverneur konnte nun eine 2000 Mann starke Armee aufstellen. Ihr gehörten 60 Soldaten der ersten Linie (also europäisch ausgerüstete Soldaten) aus Macau, 140 Moradores und drei Feldgeschütze an. Den Rest bildeten einheimische Hilfstruppen. Im Juni 1879 fiel die Armee im Reich von Laclubar ein. Branco berichtete, dass die befestigten Stützpunkte der Rebellen in den Bergen zwischen dem 18. und 20. Juni 1879 dank der Geschütze komplett zerstört wurden. Der Liurai von Laclubar und zwölf seiner Adligen wurden gefangen genommen und für die Unterstützung Remédios bestraft. Branco wollte so ein Exempel statuieren.
Erst im April 1880 kam Remédios in die Kolonialhauptstadt Dili, eskortiert von portugiesischen Soldaten, um sich zu ergeben. Er hatte das Ende der Amtszeit und die Abreise von Gouverneur Branco abgewartet, um unter Vermittlung einiger portugiesischer Offiziere Verhandlungen über seine friedliche Kapitulation im Gegenzug für eine Amnestie und die offizielle Wiederherstellung seiner Titel und Ehren als Herrscher aufzunehmen.
Augusto César Cardoso de Carvalho (1880–1881), der neue Gouverneur, hatte die Order erhalten die Rebellion zu beenden, die Vergeltungsmaßnahmen zu verbieten und mit sanften Mitteln „die Menschen zur Anerkennung der portugiesischen Autorität zu bringen.“

## Gerichtsverhandlung

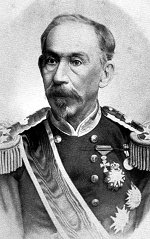
Gouverneur Augusto César Cardoso de Carvalho

Carvalho ordnete an, Remédios respektvoll zu behandeln, auch wenn er ihn zunächst in das Gefängnis von Dili bringen ließ, um ihn noch im selben Monat vor Gericht die Möglichkeit zu geben, sich den Anschuldigungen der Priester entgegenzustellen. Berichte über das Verfahren werden heute im Arquivo Histórico Ultramarino in Lissabon aufbewahrt, vor allem Korrespondenz zwischen Carvalho und seinem Vorgesetzten, dem Gouverneur von Macau, Joaquim José da Graça, dem Ministerium für Marine und Überseeangelegenheiten sowie zwischen den Missionaren und dem Bischof von Macau. Im Verfahren standen dem Liurai von Laleia eine Gruppe von Armeeoffizieren, timoresische Verbündete und der Gouverneur zur Seite, während die Pater Medeiros und Pater João Gomes Ferreira, der Pfarrer von Dili, die Anklage erhoben. Das Gericht sollte die Verantwortung für den Krieg klären, zu dessen Ursachen es zwei verschiedene Ansichten gab. Gouverneur Joaquim José da Graça hatte bereits zuvor seine Zweifel über die wahren Hintergründe des Aufstands vermerkt:

„Es ist schwierig, die Gründe für den Ausbruch der Feindseligkeiten zu verstehen; das Vorgehen der Offiziere und Soldaten, das zum Ausbruch der Feindseligkeiten führte, ist völlig unklar ... es scheint mir, dass man nur den Verlust von Menschenleben und die Zerstörung von Siedlungen, den Verbrauch von Munition und die Erhöhung der Kosten für einen nutzlosen Feldzug beklagen kann, bei dem der nationale Ruhm nicht bereichert wurde ...“

Auch kritisierte Graça die harten Maßnahmen Brancos, um die Disziplin innerhalb seiner Streitkräfte aufrechtzuerhalten. Die Gefängnisse hätten sich mit Soldaten gefüllt und man habe fast alle jungen Offiziere verloren. Auch die Brutalität im Umgang mit gefangenen Timoresen wurde kritisiert und hier besonders das Verhalten von Joaquim da Silva Pimenta und Francisco Ferreira. Sie wurden 1881 vor ein Gericht in Macau gestellt, beriefen sich aber beide auf den Befehl von Branco, rigoros gegen die Rebellen vorzugehen. Die beiden Unterleutnants wurden freigesprochen.
Die Missionare sahen die Schuld in moralischen und religiösen Verbrechen von Remédios. Medeiros warf ihm im Prozess im Februar 1881 vor, Rebellen hätten im Ort Laleia die Kirche geplündert, alle Altarbilder zerschlagen und Kirche und Dorf in Brand gesteckt. Die Angreifer hätten unter dem Befehl von Remédios gestanden, weswegen er die Verantwortung für den Überfall trüge.
Der portugiesische Feldzug gegen Laleia sei als eine Art Kreuzzug gegen das Heidentum ein Krieg, der nach portugiesischem Recht legitim sei und aus Sicht Gottes tugendhaft. Die Anwendung von Gewalt durch den Gouverneur sei die Bestrafung für die Übertretung der „heiligen Grundsätze der katholischen Religion.“ Auch die aktive Beteiligung der Priester am Krieg sei notwendig gewesen, so Pater Ferreira in einen Brief an den Minister für Marine und Überseeangelegenheiten.
Auch für die Hinrichtung der wegen Hexerei beschuldigten Frauen und anderer der Zauberei Beschuldigter klagte Medeiros Remédios an. Remédios habe mit eigener Hand 18 Männer und Frauen als Hexer getötet. Der Missionar sah dies als eine Beleidigung der katholischen Religion und als abergläubische Barbarei an. Allerdings beriefen sich Medeiros und Ferreira bei ihren Aussagen auf das, was ihnen einheimische Zeugen erzählt haben sollen. Doch vor Gericht erklärte der eine timoresische Zeuge, er wisse nichts von diesen Behauptungen. Zwei andere Zeugen beriefen sich darauf, ein Verwandter, beziehungsweise ein Todfeind von Remédios zu sein und verweigerten daher eine Aussage.
Remédios leugnete die Verantwortung für den Krieg und verwies auf die Feindschaft zwischen den Missionaren und ihm. Sie hätten den Krieg ausgelöst. Es habe Übergriffe der Mission auf sein Reich gegeben, die die traditionellen Riten und seine Autorität als Herrscher untergruben. Pater Medeiros habe ihn mit besonderer Aggressivität verfolgt und ihn daran gehindert, Eheschließungen zu vollziehen. Medeiros habe schließlich zu den Waffen gegriffen und die Armee angeführt, um ihn zu verhaften. Letztlich unterlagen die Missionare vor Gericht, was zu weiterer zahlreicher Korrespondenz führte, die in die Archive gelangte. Remédios hatte sich mit seiner Version der Geschichte durchgesetzt. Er wurde aus Mangel an Beweisen freigesprochen, was die Missionare anfochten. Remédios blieb der offizielle Herrscher von Laleia bis zu seinem Tod im Juli 1881.
In Failacôr unterzeichnete Senhorinha Pimentel als Regentin im Namen ihres besiegten Ehemannes den neuen Vasallenvertrag mit Portugal. In Laclubar und Funar heirateten Frauen aus den Herrscherfamilien Männer aus der Herrscherfamilie von Manatuto, die dann  anstatt ihrer Frauen die Verträge unterschrieben.

## Die Krise der Mission

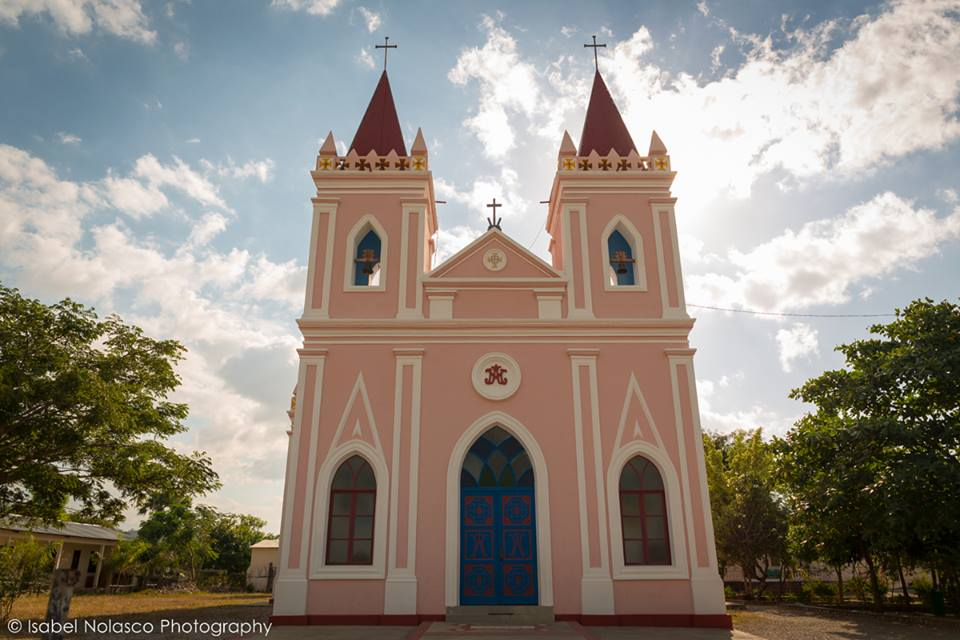
Die heutige Kirche von Laleia entstand 1920. Eine Vorgängerin entstand bereits 1752, über hundert Jahre vor der Mission und dem Krieg von Laleia

Gouverneur Carvalho plante schnell für die Rehabilitation von Remédios als Liurai von Laleia, inklusive der üblichen Vasallenzeremonie, doch Pater Ferreira weigerte sich an ihr teilzunehmen, woraufhin er auf Anordnung des Gouverneurs verhaftet wurde. Erneut gingen eine Reihe von Briefen von Missionsleiter Medeiros und Gouverneur Carvalho an die oberen Dienststellen in Macau und Lissabon und zurück, angefüllt mit giftigen Anschuldigungen. Medeiros nannte Carvalho einen „Feind der Kirche,“ so wie sein Vorgänger ein „Freund der Kirche“ gewesen sei. Beide Kontrahenten konnten ihre Vorgesetzten in Macau für sich gewinnen: Macaus Gouverneur Joaquim José da Graça und Bischof Manuel Bernardo de Sousa Enes. Bischof Manuel leitete die Beschwerden weiter nach Lissabon und forderte nach dem „Amtsmissbrauch“ die Absetzung von Gouverneur Carvalho.
Für die Kirchenleute war die Niederlage im Kampf um die Macht nicht nur eine juristische, sondern auch eine ethische und politische. Sie hatten die Deutungshoheit über die Vorkommnisse und jegliche moralische Rechtfertigung für den Waffengang verloren. Sowohl bei Zivil- als auch Militärverwaltung in Dili, Macau und Lissabon verbreitete sich nun die Version des Krieges von der „Verfolgung“ eines Herrschers, die von Medeiros und seinen Priestern aus Hass angezettelt worden war, weil Remédios die Missionierung seines Reiches nicht zulassen wollte. Die Mission wurde für den Krieg verantwortlich gemacht und ihre Delegierten als Anstifter und aktive Teilnehmer an der Gewalt der staatlichen Unterdrückung dargestellt. Zwischen Gouverneur Carvalho und dem Militär auf der einen und den Missionaren auf der anderen Seite eskalierten die Spannungen in Folge zu einem öffentlich ausgetragenen Konflikt, der bis in die Zeitungen von Macau und Lissabon reichte. Der Streit wurde zum politischen Konflikt zwischen der kolonialen Verwaltung und den kirchlichen Behörden. Kirchenhistoriker nannten diese Zeit die „Krise der Mission“ und sahen nun wiederum eine böswillige Verfolgung aus antikatholischem Bestreben heraus, angeführt von Gouverneur Carvalho. Immer wieder wurden die Ereignisse des Krieges, die Aktivitäten der Mission seit 1877 und andere Ereignisse der letzten Jahre in der Kolonie von beiden Seiten neu thematisiert, um sich Vorteile im Streit zu verschaffen.

## Die Sammlung der Missionare

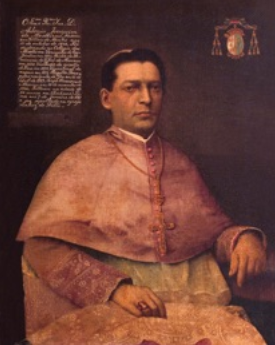
António Joaquim de Medeiros

Im Laufe des Streits kam auch die Beteiligung von Missionaren am Aufbau von Sammlungen timoresischer Güter ans Licht. Im Rahmen einer Kommission, die Gouverneur Branco im April 1879 eingesetzt hatte, sollten timoresische Erzeugnisse gesammelt und dem Kolonialmuseum in Lissabon zugesandt werden, gemäß dem Auftrag der Provinzregierung in Macau. Pater Medeiros leitete die Kommission bis zu ihrer vorzeitigen und abrupten Auflösung im Februar 1881 durch ein Dekret von Gouverneur Carvalho. Medeiros selbst berichtet dem Bischof von Macau in einem langen und wütenden Brief über die Sammeltätigkeit als Teil der Aktivitäten der Missionare seit 1877. Er wollte so die Bedeutung der Mission für die Kolonie und den tugendhaften und uneigennützigen Patriotismus der Priester hervorheben. Im Schreiben beklagte Medeiros das Ende der Sammlungsarbeit, die nur mit der Feindseligkeit und Boshaftigkeit Carvalhos zu erklären seien und dass er nun gezwungen sei, „alle bis dahin erhaltenen Materialien“ an den Staat zu übergeben. Dafür bat Medeiros den Gouverneur um Mitarbeiter zur Katalogisierung und Verpackung der Gegenstände, was abgelehnt wurde. Er musste selbst die Verpackung übernehmen, unterstützt von Ferreira und einem Mitarbeiter der Mission. Medeiros legte der Sendung einen Katalog über den Inhalt der fünf Kisten und einen Begleitbrief bei, den er für den Bischof kopierte. Aus diesem geht hervor, dass die Kommission bei ihrer Sammlung anthropologischen, archäologischen und geologischen Interessen folgte und nicht kommerziellen, wie der Auftrag ursprünglich gedacht war. Man wollte eigentlich mögliche Handelswaren in Timor aufspüren. Archäologische und anthropologische Untersuchungen waren damals in Mode und Medeiros vertraut. Er suchte nach den prähistorischen Ursprüngen des Menschen und der Taxonomie der menschlichen „Rassen“. Medeiros wies darauf hin, dass die Sammlung Beweise enthielte, um die „bedeutsamen Fragen“ der „Antike des Menschen“ zu beantworten.

„Die Kenntnis der Feuersteinwaffen, die noch heute von einigen Völkern Timors benutzt werden, kann den vergleichenden Studien von Beukher [sic] [Boucher] de Perthes und denen, die im Blackwood's Magazine veröffentlicht wurden, als große Hilfe dienen und so etwas mehr Licht in die von Dunkelheit umgebenen Tatsachen bringen, die die Antediluvianer [vor der Sintflut entstandene] betreffen.“

Der Enthusiasmus von Medeiros ist zurückzuführen auf die Neudefinition der Rolle der portugiesischen Missionare in den 1870er-Jahren. Man sah in ihnen „gleichzeitig Missionare der Religion und Missionare der Wissenschaft“. Im Priesterseminar von Sernache do Bonjardim hatte man die elf Missionare entsprechend die tugendhafte Einheit von Wissenschaft und Religion gelehrt. Infolgedessen war auch die Sammlung von menschlichen Schädeln im Interesse des Missionars, die im 19. Jahrhundert oft von Anthropologen zur Forschung genutzt wurden. So lagen der Sammlung 35 Schädel von Timoresen bei. Medeiros beschreibt diese in seinem Brief:

„Fünfunddreißig Schädel sind unter Nr. 1 bezeichnet. Es handelt sich um erwachsene Personen beiderlei Geschlechts, die durch die Hilfstruppen der Regierung im Krieg von Laleia von 1878 bis 1879 gegen den Rebellen Manuel dos Remédios umgekommen sind. Nach ihren barbarischen und widerwärtigen Bräuchen besteht der größte Ruhm der Timoresen darin, dem Feind einen abgetrennten Kopf zu präsentieren, sei es der eines Mannes oder einer Frau.
Sie trocknen sie selbst durch Feuer und Sonne aus; daher können diese Exemplare nicht allen Ansprüchen einer wissenschaftlichen Analyse genügen, da die Trocknung nicht mit der von der Wissenschaft geforderten Sorgfalt durchgeführt wurde, sondern nur mit derjenigen, die von der Wildheit dieses Volkes inspiriert ist, die leider immer noch sehr hoch ist und noch viele Jahre lang so bleiben wird.
Bei der Übergabe der Schädel durch die Timoresen wurde jedoch größte Sorgfalt darauf verwendet, die Unterkiefer zu erhalten, die sich leicht an die Oberkiefer anpassen können. Diese Schädel gehören zu Eingeborenen, die meist in den Bergen leben, wo die reinste Rasse zu finden ist. In den tiefer gelegenen Gebieten, vor allem in den Siedlungen am Strand, gibt es keine bestimmte Rasse, während im Rest der Insel die australische fast unzweifelhaft überwiegt.“

Medeiros erklärte im Brief, dass die Schädel von Opfern der rituellen Gewalt der Timoresen stammen und den Missionaren geschenkt wurden. Mit der Ansicht, dass in den Bergen die „reinste Rasse“ der Timoresen lebt, übernahm der Missionar wahrscheinlich lokale Stereotypen, nach denen die Küstenbewohner als rückständig galten. Somit gab er den Schädeln als von den Bergbewohnern stammend einen besonderen Wert. Sie sollten die ursprüngliche „schwarze Rasse“ darstellen, die in den Augen der damaligen Europäer die Vorherrschaft unter den primitiven Völker innehatte. Während des Krieges setzte man „die Berge“ mit der Barbarei von Remédios gleich. Die Bergbewohner wurden in Augen der Missionare zu nahezu unmenschlichen Wilden. Mit der Zuordnung der Köpfe zu den Bergbewohnern klassifizierte Medeiros sie automatisch als Feinde der Kolonie, Wilde und Ungläubige. So verband er die Sammlung für wissenschaftliche Zwecke mit der Verfolgung der Feinde der Missionare.
Wie Medeiros schrieb, gehörten die Schädel Timoresen, die von timoresischen Hilfstruppen der Portugiesen während des Krieges zwischen 1878 und 1879 enthauptet worden waren. Solche Strafmaßnahmen gehörten zur Kolonialjustiz gegen rebellische Untertanen. Den Unterlagen über den Kriegsverlauf nach stammen die Schädel wahrscheinlich aus dem Hochland von Laclubar, Funar oder Fatumaquerec, wo die Portugiesen 1879 ihre Offensive gegen Remédios führten. Zum Teil weisen die Schädel Schussverletzungen auf. Es war nicht ungewöhnlich, dass man die Opfer von Kämpfen zusätzlich enthauptete, um sich deren Todes sicher zu sein.

Timoresen präsentieren die Köpfe ihrer Feinde (19. Jhdt.)

Die Kopfjagd war allerdings keine Erfindung der Missionare, sondern Teil des timoresischen Funu, der Kultur des rituellen Krieges. Die Köpfe der Feinde waren wichtige Trophäen, wurden aber ehrenvoll behandelt und nach Friedensschluss wieder an die Familien der Opfer zurückgegeben. Die Portugiesen nutzten die Kopfjagd immer wieder, um an Rebellen ein deutliches Exempel zu statuieren, so zum Beispiel schon Gouverneur Afonso de Castro (1859–1861 & 1862–1863).
Man kann aus der Verbindung vom Sammeln von Schädeln als anthropologische Präparate, dem Ausdruck eines zivilisierten und kultivierten Ethos, und der Strafaktion gegen die Timoresen schließen, dass die Missionare eine aktive Rolle im Kriegsverlauf spielten – ein unmoralisches Verhalten, dass zur Kritik durch die portugiesischen Militärs führte. Medeiros berichtet nicht von einer direkten Verbindung seiner Missionare zu der Gewalt. Er nennt die Kopfjagd der Timoresen als Quelle der Schädel und preist die Übergabe an die Missionare als Geschenk der Timoresen. Man kann dies als Läuterung der „barbarischen“ Objekte der Kopfjagd zu „zivilisierte“ Objekte der Wissenschaft deuten. Medeiros stellt sich als passiver Empfänger dar, der nichts mit der Gewalt zu tun hatte.
Dem widerspricht aber die Tradition des Funu, nach der die abgeschlagenen Köpfe ehrenvoll aufbewahrt werden mussten und einen Status des Lulik erlangten, was so viel wie „heilig“ und „verboten“ bedeutet. Solche Gegenstände und Orte wurden vor den Missionaren und anderen Europäern verborgen gehalten. Die Gründe für die Übergabe der Köpfe an die Missionare weicht daher von den Riten ab und könnte möglicherweise als Tribut an die Missionare als „nai lulik“ (deutsch heilige Herren) oder Kriegsherren erklärbar sein. Es gibt tatsächlich andere Beispiele in der Geschichte, dass katholischen Priestern von Timoresen spirituelle Kräfte zugeschrieben wurden, inklusive der Macht, in das Schicksal bei Schlachten einzugreifen. Auch gibt es aus der Kolonie andere Fälle, bei denen Priester die Führung von timoresischen Hilfstruppen übernahmen. Im Falle des Krieges von Laleia deuten Anspielungen der Priester selbst darauf hin.

## Verbleib der Schädel

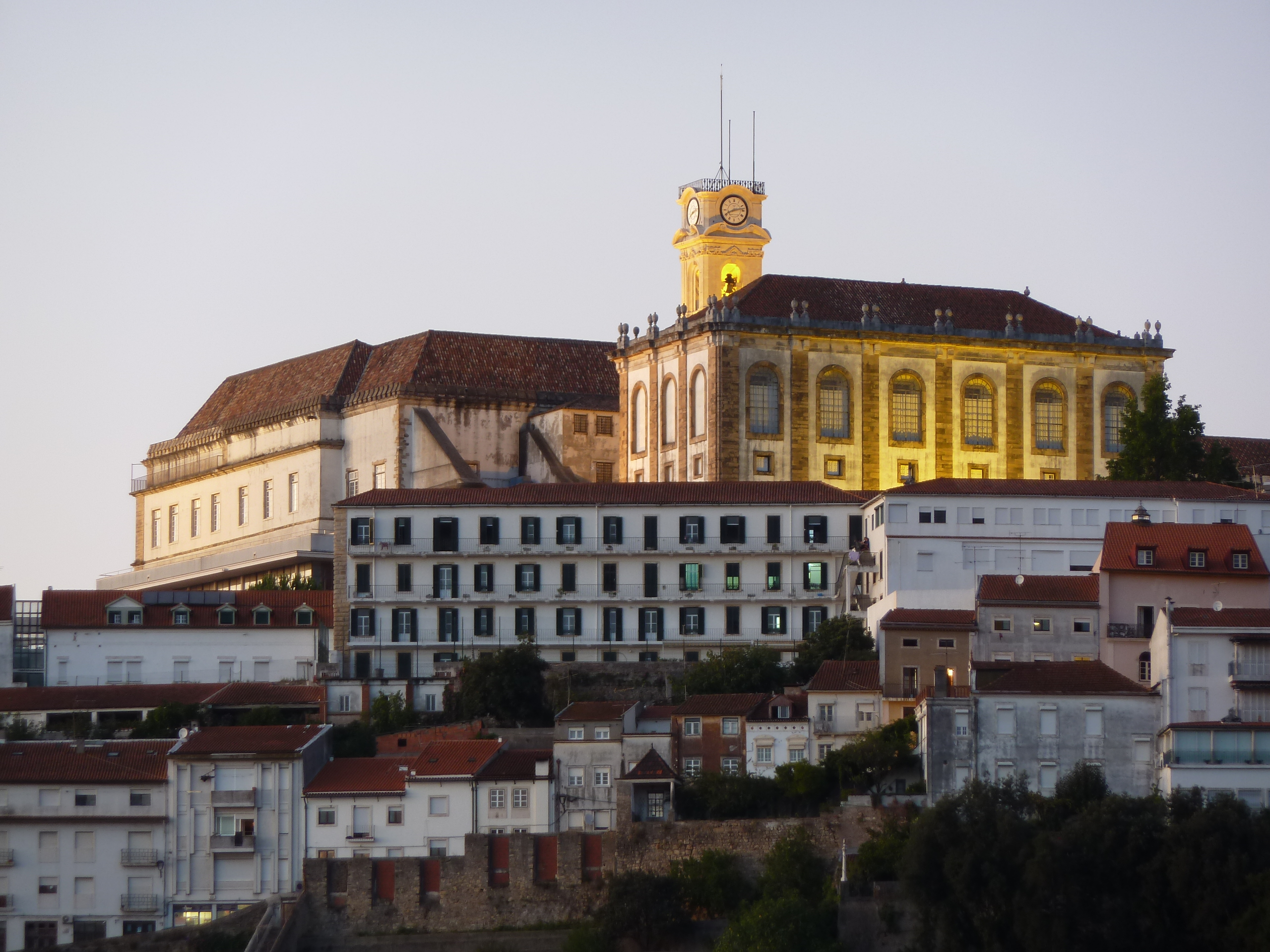
Die Universität von Coimbra

29 Schädel aus der Sammlung von Medeiros befinden sich Stand 2023 in der Sammlung der Fakultät für Biowissenschaften der Universität Coimbra in Portugal. 1882 waren sie in Coimbra angekommen. Der Schweizer Anthropologe Rudolf Martin konnte sie auf Erlaubnis von Bernardino Machado, dem Direktor des Museums und späteren Staatspräsidenten, 1902 untersuchen. Sechs Schädel verschwanden im Laufe der Zeit. Bis 2010 war die genaue Herkunft der Köpfe nicht bekannt, weil der begleitende Brief von Pater Medeiros wahrscheinlich schon in Macau von der Sendung getrennt wurde und in ein kirchliches Archiv kam. Erst Recherchen brachte die Zusammenhänge der Schädel mit dem Krieg von Laleia wieder zum Vorschein.
Untersuchungen ergaben, dass die meisten Toten männlich waren. Ein Schädel konnte eindeutig als weiblich identifiziert werden, bei sechs ist die Zuordnung des Geschlechts ohne weiterführende Untersuchungen nicht möglich. Ob zuvor weitere wissenschaftliche Untersuchungen, wie Untersuchungen der DNS oder des Zahnsteins, an den Knochen stattfinden, soll zusammen mit der timoresischen Gemeinschaft entschieden werden. Auch 3D-Rekonstruktionen des Aussehens der Toten wären möglich. 2023 begann man mit Überlegungen, ob und auf welche Weise die Köpfe in das heutige Osttimor zurückgebracht werden sollen. Offizielle Anfragen dazu gab es von dort zu diesem Zeitpunkt noch nicht.

## Weiteres Geschehen nach dem Krieg
Obwohl Gouverneur Carvalho sich bei seinem Vorgehen an seine Befehle aus Macau gehalten hatte, wurde er Ende 1881 zum Rapport nach Macau zurückgerufen. Nach dem Interimsgouverneur José dos Santos Vaquinhas wurde 1882 Bento da França Pinto de Oliveira Gouverneur. Er setzte als Nachfolger für den verstorbenen Liurai von Laleia Manuel Delgado Ximenes ein, der Zeuge aus dem Prozess, der sich nicht mehr hatte erinnern können. Für die Familie von Remédios und deren Unterstützer galt Ximenes als Feind, doch hatte Remédios keine Söhne und die Frauen aus seiner Familie wollten nicht herrschen. Die unpopuläre Wahl von Ximenes als Liurai verdankte er seinen guten Verbindungen im portugiesischen Militär, die den Gouverneur beraten hatten.
Es kam zu kleineren Aufständen und 1887 wurde die Herrschaft an Dom Feliciano Ribeiro Pires übertragen. Als Neffe von Remédios fand er die Unterstützung der Adligen von Laleia. Außerdem war er mit dessen Tochter verheiratet und Sohn von Dona Maria Pires, der ehemaligen Königin von Cowa. Ximenes wurde als Entschädigung zum Liurai seiner Heimat Baucau ernannt. Auf diese Weise hatte Portugal nun gleich zwei loyale Regenten östlich seiner Kolonialhauptstadt Dili.

## Belege

### Hauptbelege
- Katharine Davidson: The Portuguese colonisation of Timor: the final stage, 1850-1912, Sydney 1994.
- Ricardo Roque: A Missão em guerra: a história oculta da colecção de crânios de Timor da Universidade de Coimbra. In: Antropologia Portuguesa. Band 26–27, 2009–2010, S. 259–283 (online).